# Zkoumání o lidském rozumu
Zkoumání o lidském rozumu je kniha skotského filosofa Davida Huma z roku 1748. Je zjednodušenou verzí jeho hlavního díla Pojednání o lidské přirozenosti, které je jedním ze základních děl novověké filosofie. Hume v ní předkládá svou teorii poznání a čtenářsky přívětivým způsobem vysvětluje některé své důležité myšlenky.

## Obsah
Kniha je rozdělena na dva oddíly: empirickou a aplikovanou epistemologii. Každý oddíl má šest částí.
1.1. O rozdílných druzích filosofie. Hume zde rozděluje filosofii na přírodní a morální. Preferuje druhou z nich, ale oceňuje preciznost první. Cílem by mělo být zrušit hranice mezi těmito dvěma druhy filosofií, sloučit hloubku s jasností.
1.2. O původu idejí. Zde se rozlišují percepce "dle živosti a síly" na dojmy, tj. bezprostřední počitky, a na ideje, které jsou kopiemi impresí a jsou vzpomínkovými a fantazijními představami. Všechny ideje lze rozložit na jednoduché ideje, které odpovídají nějaké impresi. Idea Boha lze rozložit na Dobro.
1.3. O sdružování idejí. V této kapitole je předložena tzv. asociační teorie. Ideje se sdružují podle podobnosti, podle sousednosti a podle příčiny/účinku.
1.4. Skeptické pochybnosti o výkonech rozumu. Předměty poznání lze rozlišit na vztahy idejí (nezpochybnitelné apriorní pravdy, např. matematické) a na faktické okolnosti (matter of fact), které se zakládají na zkušenosti kauzality. Toto rozlišení bude známé jako Humova vidlička (Hume’s fork). Faktické okolnosti v budoucnu nemusí nutně nastat. Např. "Slunce zítra vyjde" může být buď pravda, nebo nepravda. Je zpochybněna nutnost následnosti účinku po příčině.
1.5. Skeptické řešení těchto pochybností. Ukazuje se, že předpoklad účinku jako následku příčiny je věcí zvyku (habit). Zvyk je tedy principem kauzality.
1.6. O pravděpodobnosti. Náhoda neexistuje. Všechna zvyková spojení se v nás vytvářejí na základě více či méně pravděpodobného účinku nastávajícího po příčině. Pravděpodobnost účinku je jen jeho subjektivním očekáváním na základě množství předešlých zkušeností.
2.1. O ideji nutného spojení. Matematické ideje jsou jasné a určité, ale žádají si dlouhé vyvozování. Morální vědy jsou oproti tomu nejasné a mnohoznačné.
2.2. O svobodě a nutnosti. O skutečném spojení příčiny a účinku nemůžeme nic vědět. Vnímáme jen souběh. Nutnost chápeme jen jako dosud vždy opakovaný souběh příčiny a účinku. Svobodu naopak. Než hledat důkazy o působení Boha ve světě, měla by filosofie zkoumat otázky běžného života ve společném světě (common life).
2.3. O rozumu zvířat. "Usuzování" zvířat není založeno na rozumu, přesto jsou vycvičitelná (analogie se zvykem, stálým souběhem). Jejich instinkty nelze rozumově zkoumat.
2.4. O zázracích. Kapitola obsahuje tzv. Humovu břitvu, jíž je ořezána definice zázraku takřka na nemožnost: "Žádné svědectví není s to dokázat zázrak, ledaže by šlo o svědectví takového druhu, že by jeho mylnost byla ještě zázračnější než skutečnost, kterou se snaží doložit."
2.5. O konkrétní prozřetelnosti a budoucím stavu. Obsahuje fiktivní rozhovor Huma s jedním epikurejcem, jenž vyvrací možnost poznání posmrtného života tím, že tvrdí, že s ním nemáme žádnou zkušenost, a že Boží prozřetelnost je pro nás nevyzpytatelná.
2.6. O akademické čili skeptické filosofii. Rozlišuje se skepse předchůdná (Descartova radikální pochybnost) a skepse následná (zpochybnění naší poznávací mohutnosti, jistoty dosaženého vědění). Skepticismus vlastně vidí funkci rozumu v korekci bezprostředních názorů pocházejících ze smyslového poznání. Dále je rozlišen skepticismus lidový – pyrrhonismus a skepticismus akademický.